# Dorothy A. Atabong
Dorothy A. Atabong, née au Cameroun est une actrice, scénariste et productrice canadienne. Elle est surtout connue pour Sound of Tears,,, pour lequel elle a remporté plusieurs prix dont un Africa Movie Academy Awards en 2015.

## Carrière
Atabong a reçu des critiques positives pour des productions théâtrales telles que Wedding Band, The Africa Trilogy du Volcano Theatre, une partie du Luminato et du Festival de Stratford, The Canadian Stage Company et la production de Studio 180 de The Overwhelming.
Atabong a publié un roman romantique, The Princess of Kaya, en 2002, qu'elle a ensuite adapté en scénario. Son scénario de long métrage, Daisy's Heart, a remporté le prix du meilleur scénario à petit budget au Female Eye Film Festival de 2011 à Toronto. Elle a également écrit, produit et joué dans Sound of Tears, un court métrage dont la première a eu lieu au Festival des films du monde de Montréal. Le film a remporté l'Africa Movie Academy Awards 2015 du meilleur court métrage de la diaspora,,,,,, et a également obtenu un Remi de platine au 48e WorldFest Houston Film Festival.
Ses apparitions à la télévision incluent les séries télévisées primées Air Crash, Ocean Landing (African Hijack) pour Discovery Channel ; Degrassi : La Nouvelle Génération et The Line pour Crave. Atabong a également joué dans Glo, une partie de The Africa Trilogy réalisée par Josette Bushell-Mingo, et a dirigé une distribution de 11 personnes dans le rôle de Julia dans la pièce acclamée Wedding Band d'Alice Childress. D'autres rôles incluent la production de The Overwhelming de J. T. Rogers par le Studio 180 et la Canadian Stage Company, et la production de In Darfur par le Theatre Awakening au Theatre Passe Muraille pour SummerWorks, pour laquelle elle a gagné le Emerging Artist Award.

## Vie privée
Atabong s'est mariée en 2008 et a deux fils, l'un né en 2011 l'autre en 2015. En 2013, Atabong a participé à l'émission Metro Morning avec Matt Galloway sur CBC Radio pour discuter du problème de la violence familiale à l'égard des femmes et de son film Sound Of Tears à l'occasion de la Journée nationale de commémoration et d'action contre la violence faite aux femmes le 6 décembre 2013.

## Filmographie

### Films
- 2000 : Impact : Réceptionniste d'hôtel
- 2002 : One Night : Sawudatu
- 2003 : Mutant Swinger For Mars : Danseuse
- 2006 : Dollar Van : Mme. Lebbie
- 2006 : Nancy Loves Miss Brown : Miss Brown
- 2008 : If Only : Mère
- 2010 : Dreamt : Amanda
- 2014 : Sound of Tears : Amina

### Télévision
- 2001 : New York Police Blues : Serveuse
- 2006 : Air Emergency Mayday - African Hijack : Hôtesse de l'air
- 2009 : The Line : Mme. Douglas
- 2012 : Degrassi : La Nouvelle Génération : Infirmière Olivia